# Einheit der Rechtsordnung
Einheit der Rechtsordnung ist ein fachsprachlicher Ausdruck (Terminus) der Rechtswissenschaft, der die jeweilige Rechtsordnung als Einheit beschreibt, die sich nicht widerspricht, bzw. besagt, dass sie sich nicht widersprechen soll. Die Vielheit der Rechtsnormen wird also als widerspruchsfreies System betrachtet.
Laut Klaus F. und Hans Christian Röhls Allgemeiner Rechtslehre kann die Einheit der Rechtsordnung „soziologisch, normtheoretisch, als Begriffseinheit, als Wert- oder Prinzipieneinheit sowie als rechtspolitisches Postulat begründet sein.“
Auf Grund des Stufenbaus der Rechtsordnung sind alle Rechtsnormen auf eine Verfassung und/oder Grundnorm zurückführbar. Inhaltlich sich widersprechende Rechtsnormen sind in einer einheitlichen Rechtsordnung ausgeschlossen.
Normtheoretisch hat die als ideal zu geltende Einheit der Rechtsordnung die Konsequenz, dass mit jedem Rechtssatz zugleich die gesamte Rechtsordnung angewendet wird. Methodologisch bedeutet dies, dass: „Bei der Anwendung von Einzelnormen ist von der Begrenztheit und Unvollständigkeit ihrer jeweiligen Aussage auszugehen. Erst aus der ‚Zusammenschau‘ mehrerer Normen lässt sich über die Ermittlung ihres spezifischen Normzwecks der Anwendungsbereich der einzelnen Vorschrift feststellen. Eine sinnvolle Rechtsanwendung setzt die harmonisierende Interpretation der Einzelnormen voraus.“
Die Einheit der Rechtsordnung wird in einem Verfassungsstaat letztlich durch die Verfassung gewährleistet. In der Rechtsprechung des Bundesverfassungsgerichts (BVerfG) wird die Verfassung der Bundesrepublik Deutschland, das Grundgesetz, als „objektive Wertordnung“ gesehen:
„Ebenso richtig ist aber, daß das Grundgesetz, das keine wertneutrale Ordnung sein will …, in seinem Grundrechtsabschnitt auch eine objektive Wertordnung aufgerichtet hat und daß gerade hierin eine prinzipielle Verstärkung der Geltungskraft der Grundrechte zum Ausdruck kommt … Dieses Wertsystem, das seinen Mittelpunkt in der innerhalb der sozialen Gemeinschaft sich frei entfaltenden menschlichen Persönlichkeit und ihrer Würde findet, muß als verfassungsrechtliche Grundentscheidung für alle Bereiche des Rechts gelten; Gesetzgebung, Verwaltung und Rechtsprechung empfangen von ihm Richtlinien und Impulse. So beeinflußt es selbstverständlich auch das bürgerliche Recht; keine bürgerlich-rechtliche Vorschrift darf in Widerspruch zu ihm stehen, jede muß in seinem Geiste ausgelegt werden.“
Das Bestehen „eines einheitlichen Wertungsplanes des Gesetzgebers“ mag vielfach eine „ideale Wunschvision“ sein, zur Not wird sie durch die verbindliche Interpretation der Verfassung durch das BVerfG hergestellt.
Die Einheit der Rechtsordnung ist ein „Gedanke“, eine „Idee“, ein „Prinzip“, ein Topos, der vielfach ins Feld geführt wird, wenn eine Ungleichbehandlung für den Betroffenen nicht nachvollziehbar ist. In älteren Entscheidungen wird dann schon im Fall bloßer Ungleichbehandlung von einem Verstoß gegen die Einheit der Rechtsordnung gesprochen, auch wenn die Ungleichbehandlung gerechtfertigt ist, das heißt, im Ergebnis gerade das Prinzip der Einheit der Rechtsordnung nicht verletzt ist.
Ob gegen das Prinzip der Einheit der Rechtsordnung verstoßen wird, bedarf im Einzelnen der näheren rechtlichen Begründung.
Einheit der Rechtsordnung bedeutet nicht, dass Gesetzesbegriffe in jedem Gesetz in gleichem Sinn verwendet werden müssen. Es gilt der allgemeine Grundsatz der Relativität der Rechtsbegriffe und die grundsätzliche Freiheit des Gesetzgebers für ein jeweiliges Gesetz, Gesetzesbegriffe zu verwenden, die von gleich oder ähnlich lautenden Gesetzesbegriffen abweichen.
Bei (wirklich) „gleicher“ Interessenlage folgt aus der Einheit der Rechtsordnung, dass die Auslegung verschiedener Gesetze auch gleich zu erfolgen hat. Auf Grund des Vorrangs des Gesichtspunktes der Einheit der Rechtsordnung haben dann auch äußerliche „rechtlich-systematische Unterschiede“ zurückzustehen.
Die Wahrung der Einheit der Rechtsordnung ist ein tragender Gesichtspunkt des Rechtsmittelsystems und der Rechtsmittelfähigkeit. „Denn die Einheit der Rechtsordnung ist im Kern bedroht, wenn gleiches Recht ungleich gesprochen wird.“ So hat die Zulassung der Berufung wegen grundsätzlicher Bedeutung gemäß § 124 Abs. 2 Nr. 3 VwGO unter anderem den Sinn, die Einheit der Rechtsordnung zu wahren. Dies ist jedoch nur einschlägig, „wenn die klärungsbedürftige Frage mit Auswirkungen über den Einzelfall hinaus in verallgemeinerungsfähiger Form beantwortet werden kann.“ Entsprechend dient etwa auch die Vorlagepflicht nach § 45 Abs. 2 Satz 1 ArbGG, wonach die Entscheidung des Großen Senats herbeizuführen ist, wenn in einer Rechtsfrage ein Senat von einer Entscheidung eines anderen Senats abweichen will, „der Sicherung der Einheit der Rechtsordnung.“
Judikative Divergenz gefährdet die Einheit der Rechtsordnung. Z.B. verstößt das BSG mit seiner Judikatur zu Ermessensverwaltungsakten nach § 309 Abs. 2 SGB III, die die Einrichtungen der Bundesagentur für Arbeit – Jobcenter und Arbeitsagenturen – seit 30 Jahren in der Mehrheit mit universell einsetzbaren Leerformeln (Textbausteinen) begründen, gegen die Einheit der Rechtsordnung. Kutschke schätzt, dass zwischen 2007 und 2019 "über 38 Millionen Meldeaufforderungen [Ermessensverwaltungsakte nach § 309 Abs. 2 SGB III] erlassen [wurden], von denen ein erheblicher Teil mit Passepartout-Textbausteinen begründet worden sein dürfte und die somit an einem formellen Begründungsfehler litten."
Zwar wird in der Rechtswissenschaft teilweise problematisiert, inwieweit der Gesichtspunkt der Einheit der Rechtsordnung auch für das Unionsrecht gilt. Das Bundesverfassungsgericht führt den Gesichtspunkt der Einheit der Rechtsordnung hingegen mehrfach im unionsrechtlichen Zusammenhang an und spricht von der Einheit der Gemeinschaftsrechtsordnung.
Der Topos der Einheit der Rechtsordnung birgt auch die Gefahr des Missbrauchs, wenn, ohne Anhalt in der Verfassung (im unionsrechtlichen Primärrecht) oder über deren Änderung durch entsprechende Interpretation, unter Berufung auf ein Gebot der Einheit der Rechtsordnung durch die obersten Gerichte Rechtspolitik betrieben wird.

## Belege
1. ↑  Röhl, Klaus F.; Hans Christian Röhl: Allgemeine Rechtslehre. 3. Auflage. C. Heymanns, Köln u. a. 2008, § 56 I, S. 451.
2. ↑  Röhl, Klaus F.; Hans Christian Röhl: Allgemeine Rechtslehre. 3. Auflage. C. Heymanns, Köln u. a. 2008, § 56 I, S. 451.
3. ↑  Peter Schwacke: Juristische Methodik. Kohlhammer, Stuttgart, 5. Auflage 2011, S. 7: „Ist die Rechtsordnung in sich frei von Regelungs- und Wertungswidersprüchen, schließt die Anwendung eines Rechtssatzes letztlich die Anwendung der gesamten Rechtsordnung ein. Das wäre dann der Idealgrundriss einer Rechtsordnung.“
4. ↑  Bernd Rüthers; Christian Fischer: Rechtstheorie: Begriff, Geltung und Anwendung des Rechts. 5., überarbeitete Auflage, Beck, München 2010, Rn. 147a.
5. ↑  Bernd Rüthers; Christian Fischer: Rechtstheorie: Begriff, Geltung und Anwendung des Rechts. 5., überarbeitete Auflage, Beck, München 2010, Rn. 147.
6. ↑  BVerfG, Urteil vom 15. Januar 1958 – 1 BvR 400/51 – „Lüth-Urteil“ (juris Rn. 26) = BVerfGE 7, 198.
7. ↑  Bernd Rüthers; Christian Fischer: Rechtstheorie: Begriff, Geltung und Anwendung des Rechts. 5., überarbeitete Auflage, Beck, München 2010, Rn. 145.
8. ↑  BVerfG, Beschluss vom 15. Juli 1969 – 1 BvR 457/6 – „Bilanzbündeltheorie“ – juris Orientierungssatz: „Die Abweichung ist jedoch, da hier nur die handelsrechtliche Grenzziehung zwischen einer Personengesellschaft und ihren Gesellschaftern durchbrochen wird, unbedenklich und trotz Durchbrechung der Einheit der Rechtsordnung mit GG Art 3 Abs 1 vereinbar.“
9. ↑  BVerfG, Beschluss vom 26. März 1969 – 1 BvR 512/66 (juris Rn. 16) = BVerfGE 25, 309: „Wegen der Eigenart des in erster Linie fiskalischen Zwecken dienenden Steuerrechts ist der Gesetzgeber nicht gehalten, bei der Regelung des Verlustabzuges durchgängig an die bürgerlich-rechtliche Ordnung anzuknüpfen […]. Es ist daher von der Verfassung her nicht geboten, daß die Finanzgerichte unter dem Gesichtspunkt der Einheit der Rechtsordnung und der Vorhersehbarkeit der Steuerbelastung die zur Anwendung kommenden steuerrechtlichen Begriffe und Institute stets und ausschließlich entsprechend ihrem bürgerlichrechtlichen Gehalt auslegen.“
10. ↑  Vgl. z. B. BAG, Urteil vom 18. September 2003 – 2 AZR 330/02 (juris Rn. 15) = NZA 2004, 319:
„Im Interesse der Einheit der Rechtsordnung ist es deshalb geboten, den Einfluss von rechtlichen Unterbrechungen des Arbeitsverhältnisses sowohl bei der gesetzlichen Wartezeit des § 1 Abs. 1 KSchG als auch bei der Berechnung der Kündigungsfrist nach § 622 Abs. 2 BGB gleich zu behandeln.“
11. ↑  BAG, Urteil vom 30. April 1968 – 5 AZR 190/67 (juris Rn. 13) = NJW 1968, 1740:
„Dies wird durch den Gedanken der Einheit der Rechtsordnung erfordert, der höher Beachtung verdient als die rechtlich-systematischen Unterschiede innerhalb der Rechtsordnung.“
12. ↑  BVerfG, Beschluss vom 11. Juni 1980 – 1 PBvU 1/79 – „Nichtannahme einer Revision“ (juris Rn. 48).
13. ↑  Hessischer Verwaltungsgerichtshof, Beschluss vom 24. Mai 2012 – 3 A 1532/11.Z (juris Rn. 13).
14. ↑  BAG, Urteil vom 16. Januar 1991 – 4 AZR 341/90 (juris Rn. 28): „Eine Vorlagepflicht besteht […] dann nicht, wenn ein für eine Rechtsfrage unzuständiger Senat beiläufig eine Meinung im Zuständigkeitsbereich eines anderen Senats äußert.“
15. ↑  Andreas Voßkuhle, zitiert in: Kurzinformation. Verfahrensrechtliche Einzelfragen zur Wahrung der Einheitlichkeit der Rechtsprechung. In: Wissenschaftliche Dienste Deutscher Bundestag. WD 7 - 3000 - 025/23, 31. März 2023 (bundestag.de [PDF]).
16. 1 2  Beate Kutschke: Universell einsetzbare Leerformelbegründungen in Entscheidungen mit erhöhten Begründungsanforderungen. In: Rechtswissenschaft (RW) – Zeitschrift für rechtswissenschaftliche Forschung. Band 13, Nr. 2, 2022, S. 262–298, hier: S. 267.
17. ↑  Beate Kutschke: Binnen- und Außendivergenz der Sozialgerichtsbarkeit zu Ermessensverwaltungsakten mit universell einsetzbaren Leerformelbegründungen. In: Sozialrecht aktuell (SRa). 4 und 5, 2023, S. 185–192 und 226–231.
18. ↑  Das EU-Recht bilde „offensichtlich keine wertungsmäßig folgerichtige Ordnung“ und der EU-Gesetzgeber sei „gar nicht in der Lage, ein umfassendes und konsistentes Wertungsgefüge zu schaffen“, so
Bernd Rüthers; Christian Fischer: Rechtstheorie: Begriff, Geltung und Anwendung des Rechts. 5., überarbeitete Auflage, Beck, München 2010, Rn. 147, 147a – im Ergebnis, ebd., die Geltung des Einheitsgrundsatzes auch für das Unionsrecht bejahend.
19. ↑  BVerfG, Beschluss vom 30. Juni 2009, 2 BvE 2/08 u. a. – Lissabon-Vertrag – Rn. 337 = BVerfGE 123, 267 = NJW 2009, 2267: „Der Integrationsauftrag des Grundgesetzes und das geltende europäische Vertragsrecht fordern mit der Idee einer unionsweiten Rechtsgemeinschaft die Beschränkung der Ausübung mitgliedstaatlicher Rechtsprechungsgewalt. Es sollen keine die Integration gefährdenden Wirkungen dadurch eintreten, dass die Einheit der Gemeinschaftsrechtsordnung durch unterschiedliche Anwendbarkeitsentscheidungen mitgliedstaatlicher Gerichte in Frage gestellt wird.“
20. ↑  Vgl. ähnlich die Problematisierung der Anwendung der Topoi „rechtsethisches Prinzip“, „Rechtsidee“, „Gerechtigkeit“, „Natur der Sache“ in Verbindung mit der Einheit der Rechtsordnung bei Bernd Rüthers; Christian Fischer: Rechtstheorie: Begriff, Geltung und Anwendung des Rechts. 5., überarbeitete Auflage, Beck, München 2010, Rn. 147a a. E.